# Bremerbaai
De Bremerbaai is een recreatiegebied aan de Bremerbergweg in Biddinghuizen aan het Veluwemeer in Nederland.

## Geschiedenis
De Bremerbaai was een initiatief van de coöperatie Gastvrije Randmeren en de gemeente Dronten met subsidies van de provincie en vanuit Brussel. De aanleg van de Bremerbaai startte in maart 2015 en werd in november 2015 afgerond. In de lente, op 11 juni 2016 vond er een feestelijke opening plaats. Er is 300 meter strand aangelegd waar in zowel diep als ondiep water gezwommen kan worden. Het ondiepe gedeelte bevindt zich voor de boeien. Achter deze boeien is het water 1.80 meter diep.

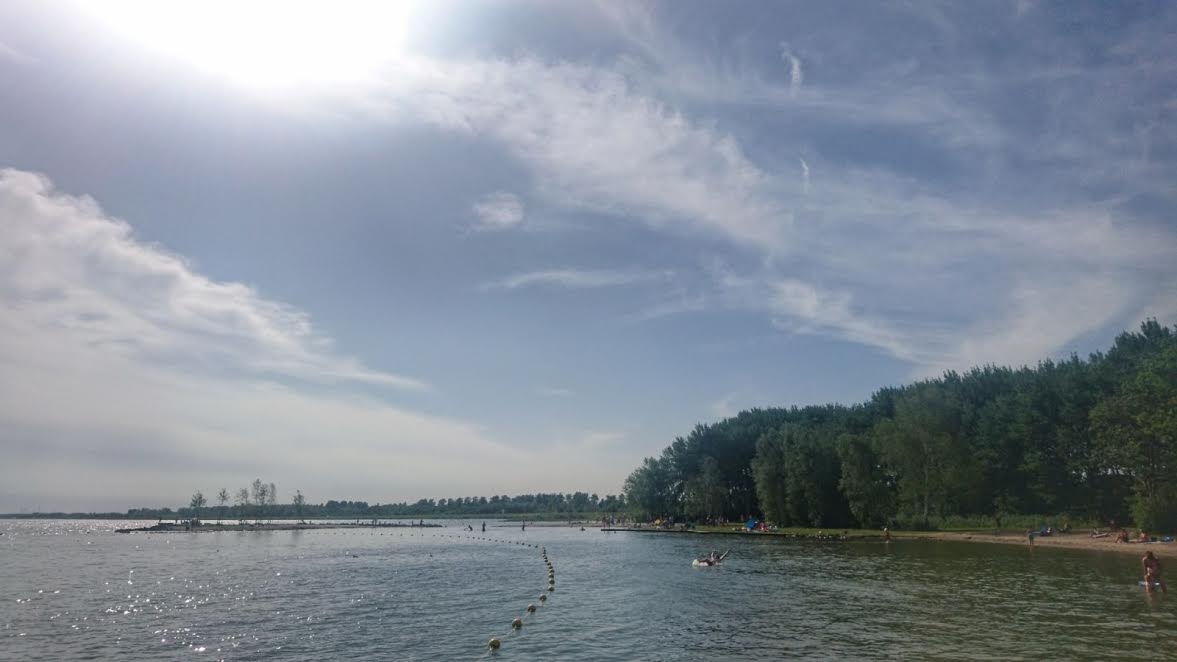
300 meter strand - Bremerbaai
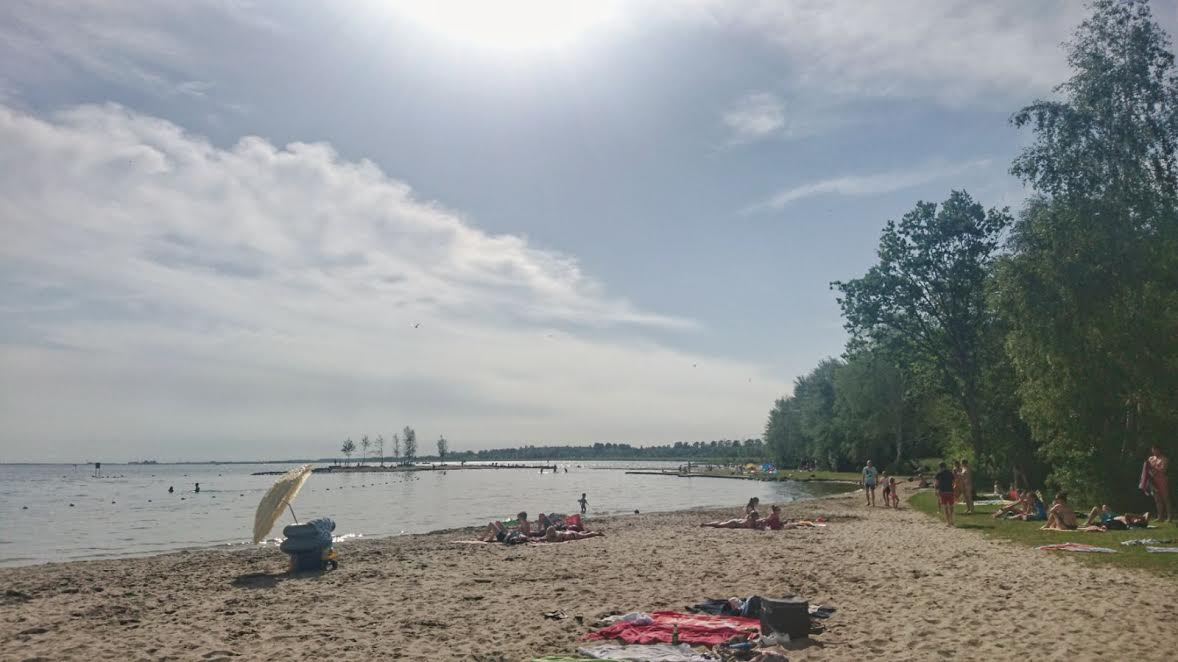
Bremerbaai te Biddinghuizen
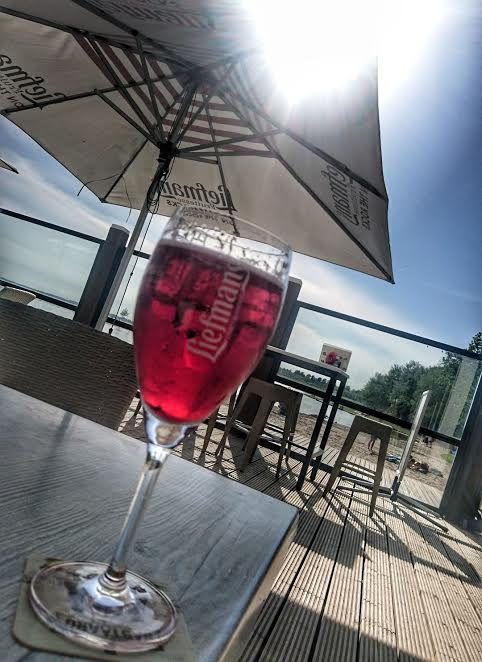
Strandpaviljoen Bremerbaai